# Dick Hutton

Zawodnik Oklahoma State Cowboys

Richard Heron Avis „Dick” Hutton (ur. 4 października 1923 w Amarillo, zm. 26 listopada 2003 w Tulsie) – amerykański zapaśnik walczący w stylu wolnym. Olimpijczyk z Londynu 1948, gdzie zajął siódme miejsce w kategorii ponad 87 kg.
Zdobywca zawodowego tytułu NWA World w 1957 roku.
Zawodnik Webster High School w Tulsa i Oklahoma State University. W czasie II wojny walczył na Pacyfiku. Cztery razy All-American w NCAA Division I (1947–1950). Pierwszy w 1947, 1948 i 1950; drugi w 1949 roku.

## Letnie Igrzyska Olimpijskie 1948
| Konkurencja       | Rundy eliminacyjne    | Rundy eliminacyjne            | Rundy eliminacyjne    | Klas. końcowa |
| Konkurencja       | Przeciwnik I          | Przeciwnik II                 | Przeciwnik III        | Miejsce       |
| ----------------- | --------------------- | ----------------------------- | --------------------- | ------------- |
| +87 kg styl wolny | Josef Růžička (TCH) P | Abdul Ghasem Sahkdari (IRI) Z | Jim Armstrong (AUS) P | 7.            |